# Pandanus motleyanus
Pandanus motleyanus är en enhjärtbladig växtart som beskrevs av Hermann Maximilian Carl Ludwig Friedrich zu Solms-Laubach. Pandanus motleyanus ingår i släktet Pandanus och familjen Pandanaceae. Inga underarter finns listade.